# Mordella kreusei
Mordella kreusei là một loài bọ cánh cứng trong họ Mordellidae. Loài này được Philippi miêu tả khoa học năm 1864.